# 효자지평이신정려
효자지평이신지려(孝子持平李申之閭)는 대한민국 경상남도 밀양시 하남읍 남전리에 있는 조선시대의 정려이다. 1999년 8월 3일 경상남도의 문화재자료 제281호로 지정되었다.

## 개요
계은 이신(李申)의 효행을 기리기 위해 세운 정려이다. 이신은 부모님이 돌아가시자 죽으로 연명하며 부모님의 무덤을 극진히 보살피는 등 지극한 효성을 나타내었다. 고려 공민왕 때 사헌부 지평 등의 벼슬을 지낸 이신은 고려왕조를 폐하고 조선을 세우려 하는 이들을 탄핵하기도 하였으나 조선 태종 때에 와서 그의 효행이 알려지면서 정려가 세워졌다.

## 참고 문헌
- 효자지평이신지려 - 국가유산청 국가유산포털